# SN 2003jc
SN 2003jc – supernowa typu II odkryta 24 października 2003 roku w galaktyce M-01-58-18. W momencie odkrycia miała maksymalną jasność 17,00m.